# Overgaden. Institut for Samtidskunst
Overgaden. Institut for Samtidskunst er en selvejende institution for udstilling, debat og formidling af samtidskunst i Danmark etableret i 1986. Instituttet holder til i en tidligere fabriksbygning på Ovengaden Neden Vandet ved Christianshavns Kanal. Den er fra 1887 og tegnet af Frederik Bøttger. Der er tale om et af Københavns mest eksperimenterende udstillingssteder for samtidskunst.
Overgaden finansieres af en bevilling fra Statens Kunstfond samt støtte fra private fonde og sponsorer.